# P/2013 A2 (Scotti)
P/2013 A2 (Scotti) — одна з короткоперіодичних комет сім'ї Юпітера. Ця комета була відкрита 6 січня 2013 року; вона мала 19.5m на час відкриття.